# Тростники (Правдинський район)
Тростники (рос. Тростники), до 1946 року — Шакенхоф (нім. Schakenhof) — селище в Правдинському районі Калінінградської області Російської Федерації. Входить до складу Правдинського міського поселення.